# Paullo
Paullo é uma comuna italiana da região da Lombardia, província de Milão, com cerca de 10.027 habitantes. Estende-se por uma área de 8 km², tendo uma densidade populacional de 1253 hab/km².
Faz fronteira com Settala, Merlino (LO), Mediglia, Zelo Buon Persico (LO), Tribiano, Mulazzano (LO).

## Demografia
| Variação demográfica do município entre 1861 e 2011                               |
|                                                                                   |
| Fonte: Istituto Nazionale di Statistica (ISTAT) - Elaboração gráfica da Wikipedia |